# فرودگاه بوفالو ناروز
فرودگاه بوفالو ناروز (به انگلیسی: Buffalo Narrows Airport) یک فرودگاه همگانی باربری با کد یاتا YVT است که یک باند فرود آسفالت دارد و طول باند آن ۷۰۰ متر است. این فرودگاه در کشور کانادا قرار دارد و در ارتفاع ۴۳۴ متری از سطح دریا واقع شده‌است.

## شرکت‌های هواپیمایی و مقصدهای پروازی
| شرکت‌های هواپیمایی | مقصدهای پروازی           |
| ----------------- | ------------------------ |
| ترنس‌وست ایر       | Fort McMurray, Saskatoon |